# Мифология готтентотов
Мифология готтентотов — мифологические представления готтентотов — группы племён, живущих в Намибии и ЮАР. Центральный персонаж Хейтси-Эйбиб, подобно бушменскому Цагну, представляет собой архаический мифологический тип, совмещающий черты предка и культурного героя, а также трикстера, наделённого магическими способностями. В образе животного-трикстера также обычно выступает шакал. Кроме того, интерес представляют и космогонические мифы готтентотов. Так, к примеру, происхождение смерти связывается с Луной. Согласно одному варианту, Луна послала к людям вошь с сообщением, что люди будут умирать и возрождаться подобно тому, как убывает и вновь вырастает Луна. Отмечается, что готтентоты часто отождествляли Луну с образом старика.
Прослеживается определённая связь между бушменской и готтентотской мифологией. К примеру, имена персонажей соответствуют бушменским, а нередко носят и сходные имена (например, Гаунаб у готтентотов и Ганаб у бушменов), что объясняется рядом исследователей как результат готтентотского влияния.

## Божественный пантеон
Гамаб — бог неба и верховное божество готтентотского пантеона. Считается, что смерть приходит тогда, когда Гамаб выпускает стрелы из своего лука и тем самым провозглашает конец жизни человека. Гаунаб — бог зла и антагонист Гумаба, который делает все возможное, чтобы уничтожить человечество. Известен также Цуй — бог дождя, грома и покровитель колдунов.

## Чудовища
Среди чудовищ готтентотской мифологии можно упомянуть айгамуксу — монстра-людоеда, прячущегося среди дюн. Считается, что его глаза расположены на подошвах ног, потому людям обычно удается от него сбежать. Известен также Га-Гориб, убивающий причудливым способом: он позволяет кидать в себя камни, которые со смертоносной силой отскакивают в самого нападающего. Герой Хейтси-Эйбиб в конце концов одолевает чудовище. Готтентотские легенды рассказывают также о Хай-Ури — монстре с одной рукой и ногой, почти невидимом и очень ловком существе, ловящем неосторожных путников.

## Культурные герои
Хейтси-Эйбиб — культурный герой готтентотской мифологии. Согласно мифу, он сын коровы и волшебной травы, которую съела корова. Хейтси-Эйбиб считается великим магом, покровителем охотников и превосходным бойцом. Одним из его подвигов была победа над чудовищным Га-Горибом. По одной из версий, он отвлек монстра, прежде чем бросить камень, который убил его. Согласно другой версии, Хейтси-Эйбиб чуть было не оказался в ловушке монстра, но сумел её избежать и победил Га-Гориба. Подчеркивается, что герой умирал и воскресал множество раз.